# Marcus Boas
Marcus Boas (?, 1890. október 7. – ?, 1962. január 8.) holland nemzetközi labdarúgó-játékvezető.

## Pályafutása

### Nemzeti játékvezetés
Labdarúgó játékosként kezdte, majd csapatának, a Feyenoordnak lett az első csapat-játékvezetője (magyarországi gyakorlathoz hasonlóan). Sportvezetőinek javaslatára lett a labdarúgó bajnokság játékvezetője. Az aktív nemzeti játékvezetéstől 1930 körül vonult vissza.

### Nemzetközi játékvezetés
A Holland labdarúgó-szövetség Játékvezető Bizottsága (JB) 1920-ban terjesztette fel nemzetközi játékvezetőnek, a Nemzetközi Labdarúgó-szövetség (FIFA) bíróinak keretébe. Több nemzetek közötti válogatott és klubmérkőzést vezetett vagy működő társának partbíróként segített. Az aktív nemzetközi játékvezetéstől 1924-ben  búcsúzott. Válogatott mérkőzéseinek száma: 12.

#### A magyar labdarúgó-válogatott mérkőzései (1902–1929)
| Időpont           | Helyszín                    | Mérkőzés típusa         | Mérkőzés                | Eredmény | Nézők száma |
| ----------------- | --------------------------- | ----------------------- | ----------------------- | -------- | ----------- |
| 1921. november 6. | Üllői úti Stadion, Budapest | 79. válogatott mérkőzés | Magyarország–Svédország | 4 : 2    | 34 000      |

## Külső hivatkozások
- Marcus Boas. World Referee. [2012. július 26-i dátummal az eredetiből archiválva]. (Hozzáférés: 2012. május 6.)
- Marcus Boas. eu-football.info. (Hozzáférés: 2012. május 6.)